# Малый Дехан
Малый Дехан (каз. Кіші Диқан) — село в Уйгурском районе Алматинской области Казахстана. Административный центр Малодеханского сельского округа. Находится примерно в 79 км к востоку от села Чунджа, административного центра района. Код КАТО — 196647100.

## Население
В 1999 году население села составляло 1948 человек (1004 мужчины и 944 женщины). По данным переписи 2009 года, в селе проживали 1952 человека (1015 мужчин и 937 женщин).

## Топографические карты
- Лист карты K-44-17 Кетмень. Масштаб: 1 : 100 000. Состояние местности на 1987 год. Издание 1991 г.